# NGC 7506
NGC 7506 é uma galáxia espiral (S0-a) localizada na direcção da constelação de Pisces. Possui uma declinação de -02° 09' 35" e uma ascensão recta de 23 horas, 11 minutos e 41,0 segundos.
A galáxia NGC 7506 foi descoberta em 20 de Setembro de 1784 por William Herschel.